# نداء البرية (فلم 1935)
نداء البرية (بالإنجليزية: Call of the Wild) فيلم مغامرات أمريكي، إنتاج عام 1935، من بطولة كلارك غيبل، لوريتا يونغ.

## روابط خارجية
- مقالات تستعمل روابط فنية بلا صلة مع ويكي بيانات